# Christian Lange
Christian Lous Lange (Stavanger, 17 de septiembre de 1869 - Oslo, 11 de diciembre de 1938) fue un historiador y pacifista noruego, padre de Carl Viggo Manthey Lange y Halvard Lange.

## Biografía
Fue profesor de historia en el Instituto Noruego Nobel desde 1890 hasta 1909, periodo durante el cual obtuvo un Master en Artes en la Universidad de Oslo (1893). 
Representó a Noruega en la Conferencia Internacional de la Paz de 1907 celebrada en La Haya y en 1909 fue elegido secretario general de la Unión Interparlamentaria, cargo que mantuvo hasta 1933. Estableció oficinas, sucesivamente, en Bruselas (1909-1914), Oslo (1914-1920) y Ginebra (1920-1933). 
A partir de 1920 ostentó la delegación de Noruega en la Sociedad de Naciones. En 1921 fue galardonado en con el Premio Nobel de la Paz junto con Hjalmar Branting. 

## Obras
Entre sus escritos se encuentran:
- Historia del internacionalismo (1919).
- Política internacional (1924).
- Imperialismo y paz (1938).

- Datos: Q206446
- Multimedia: Christian Lous Lange / Q206446